# Lamprigera nepalensis
Lamprigera nepalensis là một loài bọ cánh cứng trong họ Đom đóm (Lampyridae). Loài này được Hope miêu tả khoa học năm 1831.